# Dictyna uvs
Dictyna uvs là một loài nhện trong họ Dictynidae.
Loài này thuộc chi Dictyna. Dictyna uvs được Yuri M. Marusik & Koponen miêu tả năm 1998.